# ハイヤー・ラーニング
『ハイヤー・ラーニング』（原題: Higher Learning ）は、1995年製作のアメリカ映画。

## ストーリー
希望に胸を高鳴らせて、コロンブス大学に新入生がやってきた。だが現実は彼らの前に厳しく立ちはだかる。デートレイプされたために性差別の問題に目覚め、一緒に女性問題に取り組むレズビアンのタリン（コネリー）と関係してしまうクリスティン（スワンソン）。陸上選手としてしか奨学金を受けられない苛立ちから、急進的な黒人グループと接近するマリク（エップス）。友人がいない孤独を癒すためネオナチのグループに参加し、過激思想に洗脳されてしまうレミー（ラパポート）。彼ら3人の青春が交錯した時に、キャンパスで悲劇が起こる。

## キャスト
- マリク・ウィリアムズ：オマー・エップス - 根強く残る人種差別に反発する誇り高き陸上選手。
- クリスティン・コナー：クリスティ・スワンソン - デート相手にレイプされ性差別の問題に目覚める。
- レミー：マイケル・ラパポート - カルトに洗脳され狂気に走り学内を血で染める。
- ファッジ：アイス・キューブ - 差別主義者と抗争を起こす黒人学生のリーダー。
- モーリス・フィップス教授：ローレンス・フィッシュバーン - 高等教育（ハイヤーラーニング）を厳しく追及する真の教育者。
- タリン：ジェニファー・コネリー - クリスティンと禁断の関係を持つレズの女性運動家。
- デジャ：タイラ・バンクス - 優秀な学生でマリクと同じ陸上選手。マリクの恋人。
- モネ：レジーナ・キング - クリスティンのルームメイト。黒人女性のプライドを持つクリスティンの良き理解者。
- ウェイン：ジェイソン・ワイルズ
- スコット・モス：コール・ハウザー
- パンチ：アンドリュー・ブリニアースキー
- デヴィッド・アイザックス：アダム・ゴールドバーグ
- ドレッド：バスタ・ライムス
- ニコール：ブリジット・ウィルソン
- クローディア：カリ・サリン
- 学生：グウィネス・パルトロー（クレジットなし）